# الجاغريو
هو شاعر سوداني مطبوع، إسمه أحمد محمد الشيخ، مواليد 1910 قرية الدبيبة ريفي العيلفون واشتهر بلقب الجاغريو والشعر الغنائي. توفي 1[ ؟ ] يناير 1968

## سبب التسمية
الأسم الكامل للجاغريو هو: أحمد محمد الشيخ محمد عبد الرحمن محمد بركات مضوي بركات حمد الشيخ ادريس محمد الأرباب.
وسبب التسمية، لقاء اذاعي اجراه معه الإعلامي محمد خوجلي صالحين لانه كان معجبا بدورالممثل الأمريكى «جاك ريو» في أفلام رعاة البقر وكان كلما أتى إلى مجلسا يقول من باب التندر:«Hands up .. am Jake Rowe» ومن كثرة تردادها، وكان اقرانه يقولون، جاك ريو جاء وجاك ريو راح، واستمر الحال هكذا إلى أن أصبحت «جاغريو» بكثرة التداول لقبا.

## حياته
نشأ وترعرع بالعيلفون حي السلام (حي السوق). ثم انتقل مع أسرته وأستقر ببري ثم عادت الأسرة مرة أخرى إلى العيلفون وعمل في نهاية العشرينات في الخرطوم في الأعمال الحرة وسافر إلى كوستي، وعمل بالخرطوم بحري ووادى سيدنا وكان يلتقط الاوراق من الطريق ويكتب فيها مايرد بخاطره من شعر حتى قال عنه أهل برى لو وجد الجاغريو حجرا ًورفعه لكتب عليه أبياتا وكان لماحاً يثيره كل ما حوله وأصبح الفتى شابا يافعا يبحث عن الثقافة والأدب والفكر ويشغل باله ما يشغل جيله من أحوال السياسة والوطن.

## أعماله
في العام 1946 أصدر ديوانه الأول بمصر بعنوان («ليالي الجاغريو») ثم أعيدت كتابة الديوان وزيادته وتنقيحه ليصدر تحت عنوان (عندليب الجاغريو) بجهد خالص من علي محمد عثمان الفكي في العام 2003م.

## مجاييله
عاصر الجاغريو شعراء الحقيبة أمثال:ود الرضي • أبو صلاح • عبيد عبد الرحمن • سيد عبد العزيز • وإبراهيم العبادي • وله مساجلات مع الكثيرين منهم.
كان صدبقا شخصيا للرئيس السوداني الأسبق إسماعيل الأزهري ووكان شاعر الحزب الإتحادي الأول وقائد حملاته الانتخابية.
ونال تكريم الأزهري في كثير من المحافل الأدبية والفنية.

### قائمة من تغنوا بأشعاره
- أحمد المصطفي
- مبارك حسن بركات

## الشعر الغنائى عند الجاغريو
امتاز شعره الغنائى بالسهولة وقربه من المستمع إذ كان يلتقط من المناظر والأسماء والأحداث وليدة اللحظة وامتاز بسرعة البديهة والتأليف السريع واللحن الخفيف الحديث وكان مما يذكر عنه أنه يؤلف اثناء الحفل ويصوغ الكلمات مع الألحان والأداء في آن واحد و«الكورس» يتابعه حتى نهاية الفاصل.

## وفاته
توفى في الأول من يناير 1968م وهو يتأهب لالقاء قصيدة وطنية بمناسبة عيد الاستقلال..ولم يتزوج بعد أن تزوجت محبوبته وظل هائما في بحور الشعر والهيام متمسكا بعهوده وحبه لها.